# Only You (canción de Yazoo)
«Only You» es el sencillo debut del dúo inglés de synth pop Yazoo, formado por la vocalista Alison Moyet y el tecladista Vince Clarke, correspondiente a su primer álbum Upstairs at Eric's, publicado en disco de vinilo de 7 y 12 pulgadas en 1982. Only You es una balada compuesta por Vince Clarke, que concibió inicialmente para el grupo Depeche Mode, del cual formara parte, pero ellos la rechazaron, si bien hay versiones por igual que afirman que la compuso como regalo de despedida; lo cierto es que se negaron a grabarla.

## Descripción
Desde que fuera dado a conocer, Only You sería un gran éxito -alcanzó el segundo puesto del ranking británico- el mayor que lograra colocar el dueto, tanto que en 1996 se relanzó en formato digital.

Como lado B aparece el tema Situation de Clarke/Moyet, el cual al poco sería publicado también como sencillo aunque solo en los Estados Unidos y cosecharía un gran éxito en los locales bailables. La canción fue producida por Eric Radcliffe, Daniel Miller y Yazoo, y publicada a través del sello discográfico de Miller, Mute Records.

## Formatos

### En disco de vinilo
7 pulgadas Mute20  Only You
| Lado A |            |          |  |
| N.º    | Título     | Duración |  |
| 1.     | «Only You» | 3:10     |  |

| Lado B |             |          |  |
| N.º    | Título      | Duración |  |
| 1.     | «Situation» | 2:22     |  |

7 pulgadas Sire 7-29844  Only You
| Lado A |            |          |  |
| N.º    | Título     | Duración |  |
| 1.     | «Only You» | 3:10     |  |

| Lado B |                |          |  |
| N.º    | Título         | Duración |  |
| 1.     | «Winter Kills» | 4:01     |  |

12 pulgadas Mute 20  Only You / Situation
| Lado A |            |          |  |
| N.º    | Título     | Duración |  |
| 1.     | «Only You» | 3:11     |  |

| Lado B |                                 |          |  |
| N.º    | Título                          | Duración |  |
| 1.     | «Situation» (versión extendida) | 5:18     |  |

### CD 1996
Hasta 1996 Only You se publicó en formato digital, sólo en el Reino Unido.
| Mute CDMUTE20 Only You / Situation |                                 |          |  |
| N.º                                | Título                          | Duración |  |
| 1.                                 | «Only You»                      | 3:14     |  |
| 2.                                 | «Situation»                     | 2:26     |  |
| 3.                                 | «Situation» (versión extendida) | 5:20     |  |

## Only You - 1999 Mix
En ocasión del lanzamiento del álbum compilatorio Only Yazoo, Only You se republicó el 23 de agosto de 1999 en una nueva mezcla.
Only You fue el primer corte de este álbum, esta vez bajo la denominación Only You - 1999 Mix e incluyó otros temas que habían aparecido en sus versiones originales en el álbum Upstairs at Eric's. Esta versión se ubicó en el puesto 38 del ranking británico.

### Formatos
Apareció sólo en CD.
| Mute CDYAZ5 Only You - 1999 Mix |                             |          |  |
| N.º                             | Título                      | Duración |  |
| 1.                              | «Only You» (1999 Mix)       | 2:55     |  |
| 2.                              | «Don't Go» (Tees Radio Mix) | 3:24     |  |
| 3.                              | «Winter Kills»              | 4:02     |  |

| Mute LCDYAZ5 Only You |                                              |          |  |
| N.º                   | Título                                       | Duración |  |
| 1.                    | «Only You» (Original version)                | 3:13     |  |
| 2.                    | «Don't Go» (Tees Freeze Mix)                 | 6:12     |  |
| 3.                    | «Don't Go» (Digital Blonde Instrumental Mix) | 8:39     |  |

## Versiones
Se hicieron muchas versiones de este tema. Este es el listado de ellas, las más destacadas tienen su entrada más abajoː
- The Flying Pickets, para su álbum Lost Boys, 1983.
- Rita Coolidge, para su álbum Never Let You Go, 1983. Posteriormente fue incluida en la banda sonora de la película Dirty Girl en 2010.
- Richard Clayderman, para su álbum The Music of Love, 1984.
- Judy Collins, para su álbum Home Again, 1984.
- Paul Mauriat, para su álbum Piano Ballade, 1984.
- Eddy Marnay la adapta al francés bajo el nombre de "On est bien" y es grabada por Mireille Mathieu, 1984.
- Jocelyn Enríquez, para su álbum Jocelyn, 1996.
- Kapitulation B.O.N.N., para su álbum Punk Covers Collection, 1996.
- Enrique Iglesias, versiones en español Solo en ti y en inglés para su álbum Vivir (álbum) y para su sencillo Solo en ti, 1997.
- Greta y los Garbo y Raphael, para el álbum Maldito Raphael, 2001.
- KBO!, para su álbum  (Ne) Menjajte Stanicu, 2001.
- Smokie, para su álbum Uncovered Too, 2001.
- David Mahr, para su EP Only You, 2001.
- Gregorian, para su álbum Masters of Chant Chapter III, 2002.
- Jan Wayne, para su álbum Back Again!, 2002.
- Love Hunters, para su álbum One Hunt, 2002.
- Joshua Radin, para su álbum We Were Here, 2006.
- Lemon Ice, para su álbum One y su EP Only You, 2007.
- Thee Flanders, para su álbum Graverobbing, 2007.
- Vitaminsforyou, presentaciones en vivo, 2008.
- David Usher, presentaciones en vivo, 2008.
- And One, para su álbum Bodypop 1½ , 2009.
- Mat McHugh & The Blackbird, para el compilado de varios artistas Triple J: Like A Version Five, 2009.
- GoodBooks, presentaciones en vivo, 2009.
- Jason Donovan para su álbum Soundtrack of the 80s, 2010.
- Amy Diamond, para su álbum Greatest Hits 2010, 2010.
- Tanja Banjanin, para su álbum Igra, 2010.
- Smith & Burrows, para su álbum Funny Looking Angels, 2011.
- Flunk, en su sencillo Sanctuary, 2013.
- The 1975, presentación en vivo, 2013.
- Bleachers, presentación en vivo, 2014.
- Luca Zeta & Sander, varias versiones en su sencillo Only You, 2014.
- Durrin Huss, presentaciones en vivo, 2014.
- Destination, para el álbum de varios artistas tributo Good Times (An Independent Tribute to Yazoo), 2015.
- Vogon Poetry, para su álbum Never Too Late, 2015.
- Kylie Minogue ft James Corden, para el sencillo del mismo nombre y su álbum Kylie Christmas, 2015.
- Ondeadwaves, para su EP Dusk Versions #2, 2016.
- Selena Gomez para la banda sonora de 13 Reasons Why, 2017.
- Aidan Moffat & RM Hubbert, versiones en vivo desde 2018.
- Un fragmento de "Only You" aparece el anuncio televisivo de Booking.com (2019).
- Kelly Clarkson, versión en vivo para su programa The Kelly Clarkson Show, 2020.
- Jonah Mutono, para la banda sonora Love, Víctor: Temporada 3, 06-2022.

### Versión de The Flying Pickets
En 1983, el grupo inglés The Flying Pickets publicó como sencillo una versión a capela que permaneció cinco semanas en el puesto número 1 del ranking británico. También aparece en su álbum Lost Boys.

### Versión de Enrique Iglesias
El cantautor español Enrique Iglesias, realizó dos versiones, una en inglés y otra en castellano, adaptada por él mismo bajo el título "Sólo en ti", que del mismo modo publicó como segundo sencillo de su segundo álbum de estudio en español titulado Vivir (1997), Se lanzó como sencillo por la empresa discográfica Fonovisa el 10 de marzo de 1997.
Esta exitosa versión fue retomada por el cantante español Raphael quien la incluyó en su disco Maldito Raphael (2001), donde la cantó a dúo con "Greta y los Garbo".

#### Video musical
El video fue realizado mediante tomas de los conciertos de su gira Vivir World Tour llevados a cabo en el Auditorio Nacional en México el 25 y 26 de mayo de 1997.
| Fonovisa PROCD1175 Solo en ti |                         |          |  |
| N.º                           | Título                  | Duración |  |
| 1.                            | «Solo en ti»            | 3:29     |  |
| 2.                            | «Solo en ti (Only You)» | 3:29     |  |
| 3.                            | «Only You»              |          |  |

#### Listas
| Listas (1997)                                 | Máxima posición |
| --------------------------------------------- | --------------- |
| U.S. Billboard Hot Latin Tracks               | 1               |
| U.S. Billboard Latin Pop Airplay              | 1               |
| U.S. Billboard Latin Mexican Regional Airplay | 4               |
| U.S. Billboard Latin Tropical/Salsa Airplay   | 6               |

Sucesión en las listas

| Predecesor: Ya me voy para siempre de Los Temerarios  | U.S. Billboard Hot Latin Tracks — Sencillo N°. 1 (Primera vuelta) 3 de mayo de 1997 - 13 de junio de 1997   | Sucesor: El destino de Juan Gabriel & Rocío Dúrcal    |
| Predecesor: El destino de Juan Gabriel & Rocío Dúrcal | U.S. Billboard Hot Latin Tracks — Sencillo N°. 1 (Segunda vuelta) 21 de junio de 1997 - 18 de julio de 1997 | Sucesor: El mojado acaudalado de Los Tigres del Norte |

| Predecesor: Sola otra vez de Céline Dion     | U.S. Billboard Latin Pop Airplay — Sencillo N°. 1 (Primera vuelta) 24 de mayo de 1997 - 6 de junio de 1997   | Sucesor: Sé qué ya no volverás de Diego Torres |
| Predecesor: Moja mi corazón de Marta Sánchez | U.S. Billboard Latin Pop Airplay — Sencillo N°. 1 (Segunda vuelta) 28 de junio de 1997 - 18 de julio de 1997 | Sucesor: No pretendo de Gloria Estefan         |

### Versión de Kylie Minogue
La cantante australiana Kylie Minogue a dueto con el artista inglés James Corden realizó su propia versión en 2015 del tema "Only You", la cual publicó además como primer sencillo de su tredécimo álbum, Kylie Christmas, solo en formato de descarga digital desde Internet.

| Only You |                           |          |  |
| N.º      | Título                    | Duración |  |
| 1.       | «Only YOu»                | 3:05     |  |
| 2.       | «Only You» (Instrumental) | 3:05     |  |

### Versión de Selena Gomez
Una versión interpretada por Selena Gomez fue incluida en la banda sonora de 13 Reasons Why (2017), adaptación en serie del libro homónimo.